# Scharflinger Tunnel
Der Scharflinger Tunnel ist ein Bahntunnel der ehemaligen Salzkammergut-Lokalbahn zwischen Scharfling und Plomberg am Mondsee in Oberösterreich. Er durchquert den Brandlberg, der zur Schafberggruppe gehört.
Er diente von 1891 bis 1957 dem Personen- und Güterverkehr mit Schmalspurbahnen. Von St. Gilgen über die Scharflinger Höhe kommend, verlief die Strecke ab der Haltestelle Scharfling auf einer erhöhten Trasse parallel zum Mondsee nach Plomberg.

## Streckenintegration
Der Scharflinger Tunnel befindet sich zwischen der ehemaligen Haltestelle Scharfling (Streckenkilometer 30,4) und dem Plomberg Tunnel. Zwischen dem Tunnel und der Haltestelle Scharfling wurde eine Strecke von ungefähr 200 Meter zurückgelegt. Die Distanz zwischen dem Plomberg Tunnel und dem Scharflinger Tunnel belief sich auf ungefähr 1,3 Kilometer.

## Haltestelle Scharfling
Die Salzkammergut-Lokalbahn plante ursprünglich eine umfangreichere Stationsanlage in Scharfling, jedoch wurde dieses Vorhaben nicht umgesetzt. Stattdessen entstand eine bescheidene Haltestelle, etwa 60 Meter oberhalb des Mondsees gelegen und rund 100 Meter hinter dem südlichen Portal des Scharflinger Tunnels. Die Haltestelle verfügte über einen soliden Unterstand, der in Größe und Funktionalität eher einer Bushaltestelle ähnelte. Mit einer Grundfläche von circa 4 × 5 Metern war das Bauwerk recht klein, es war zum Gleis hin offen, besaß weder Türen noch Fenster, wurde jedoch aus massiven Mauern errichtet, auf einem stabilen Fundament gebaut, weiß gestrichen und durch ein Dach geschützt.
Die Haltestelle befand sich mitten am Hang des Brandlbergs. Ein eigens angelegter Wanderweg führte von dessen Fuß durch den Wald hinauf zur Haltestelle. Um den Weg vor Erdrutschen zu schützen, errichteten die Streckenbauer an kritischen Stellen Stützmauern. Der Aufstieg zur Haltestelle nahm etwa fünf Minuten in Anspruch und verlief mit einer Steigung von rund 30 % durch eine malerische Waldlandschaft.
Hinter der Station Scharfling folgte die Trasse der Salzkammergut-Lokalbahn dicht entlang einer Felswand. Für den Bau der Strecke mussten an einigen Abschnitten Felsformationen abgetragen werden. Diese Eingriffe sind bis heute deutlich sichtbar: Die abgetragenen Felsflächen, das ehemalige Plateau der Haltestelle sowie Teile des Wanderwegs und der Stützmauern sind erhalten geblieben.

## Unfall
Kurz vor dem Scharflinger Tunnel, von Richtung Plomberg kommend, ereignete sich am 22. März 1948 ein Unfall mit zwei Toten. Ein Felssturz kurz vor dem nördlichen Tunnelportal brachte die Dampflokomotive Nr. 6 mit dem Theaterzug aus Salzburg zum Entgleisen. Die Lokomotive stürzte dabei 80 Meter in die Tiefe. Zum Glück der Fahrgäste traf der Felssturz nur die Lokomotive, da sich die Kupplung zwischen Lokomotive und erstem Fahrgastwaggon löste, weswegen die Personenwagen am Gleis stehen blieben. Lokomotivführer und Heizer überlebten den Unfall nicht.

## Gegenwart
Der Tunnel ist noch vollständig erhalten. Das nördliche Tunnelportal in Richtung Plomberg wurde zugemauert, wobei eine Tür in der Mauer den Zugang ermöglicht. Nach der Stilllegung der Bahntrasse wurde der Tunnel vom österreichischen Bundesheer als Bunker genutzt.
Der Zutritt ist heute untersagt. Direkt am nördlichen Eingang gibt es zwei leer stehende Räume, die etwa 8 Meter in den Tunnel hineinreichen. Dahinter erstreckt sich der eigentliche Tunnel, der in einer leichten Rechtskurve etwa 80 Meter lang verläuft. Am Ende dieses Abschnitts ist eine weitere gemauerte Wand mit einer Tür. Hinter dieser Tür befindet sich der ehemalige Bunker mit mehreren kleinen Nebenräumen und einer etwa 5 Meter tiefen Treppe. Diese führt zu weiteren Räumen, an deren Ende eine zweite Treppe mit einer Metallklappe den Ausgang am anderen Ende des Tunnels bildet.
Das südliche Tunnelende in Richtung Scharfling ist ebenfalls noch sichtbar, allerdings komplett zugeschüttet, sodass ein Eindringen von dieser Seite unmöglich ist. Es kann jedoch gefunden werden, wenn man über oder entlang des Brandlbergs geht. Im Inneren des Tunnels sind an der Decke der Tunnelwände noch immer Rußspuren der einstigen Dampflokomotiven zu sehen.

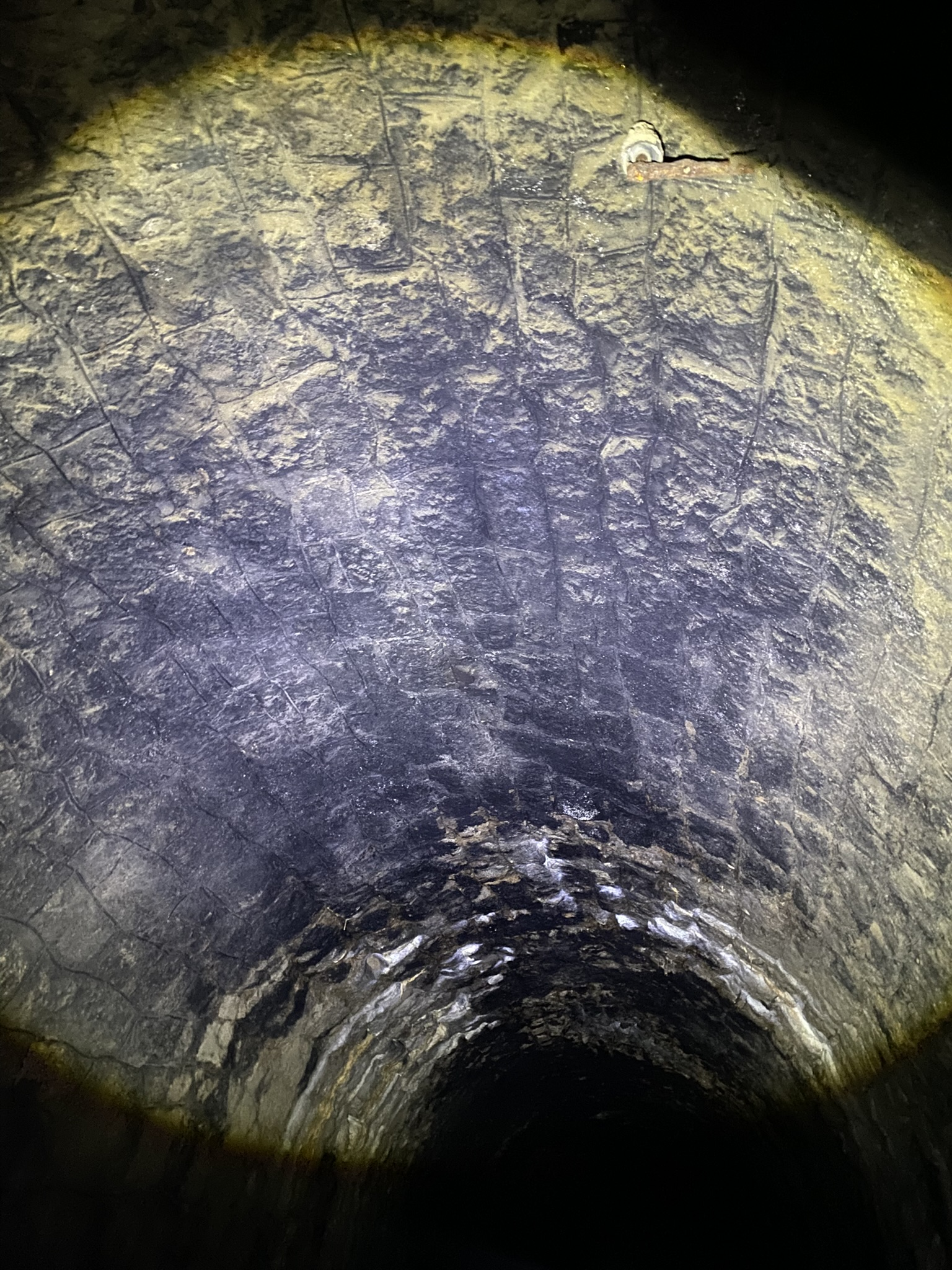
Rußspuren und Isolator im Scharflinger Tunnel
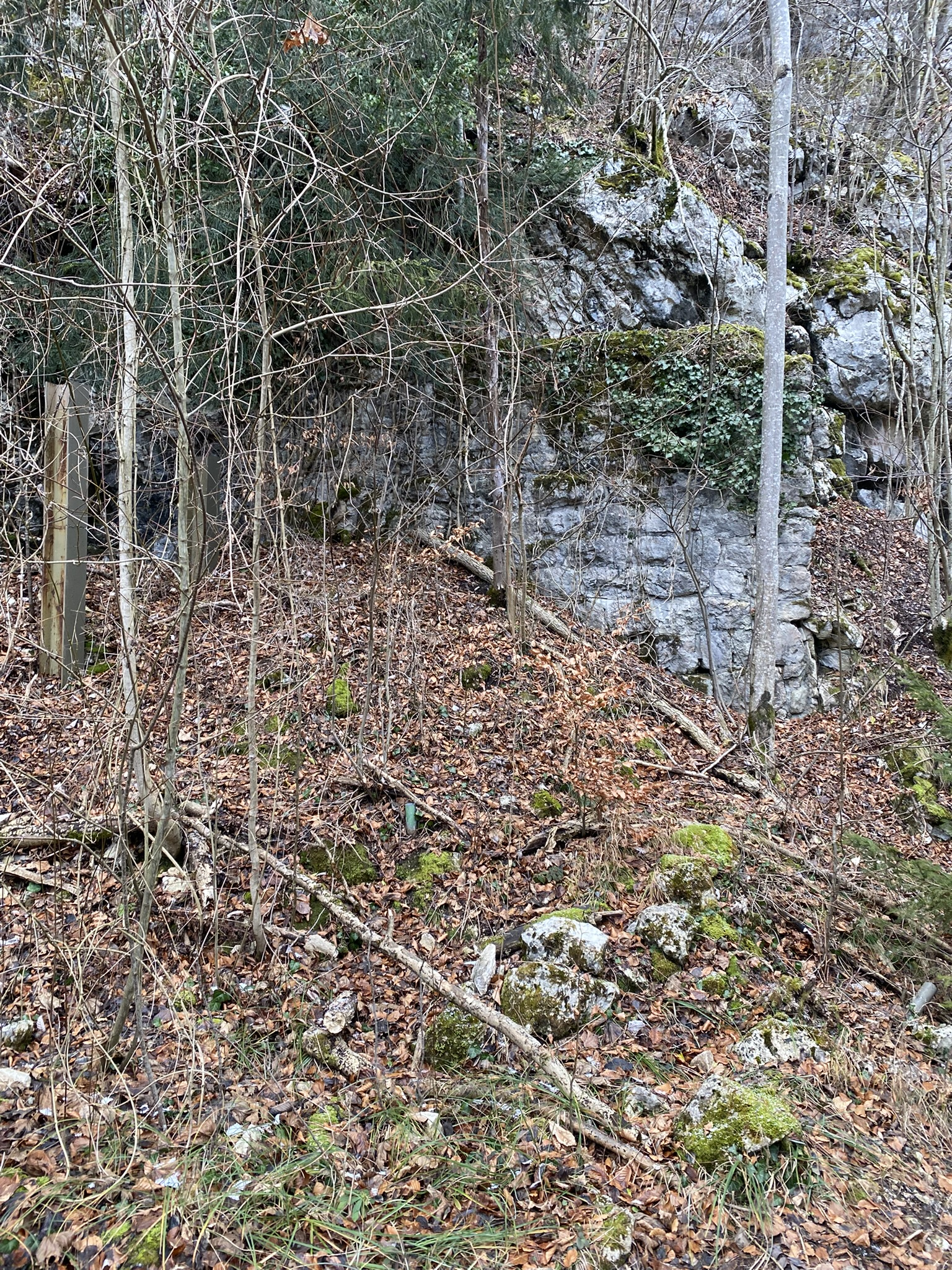
Verschüttetes südliches Tunnelportal Richtung Scharfling im Januar 2025
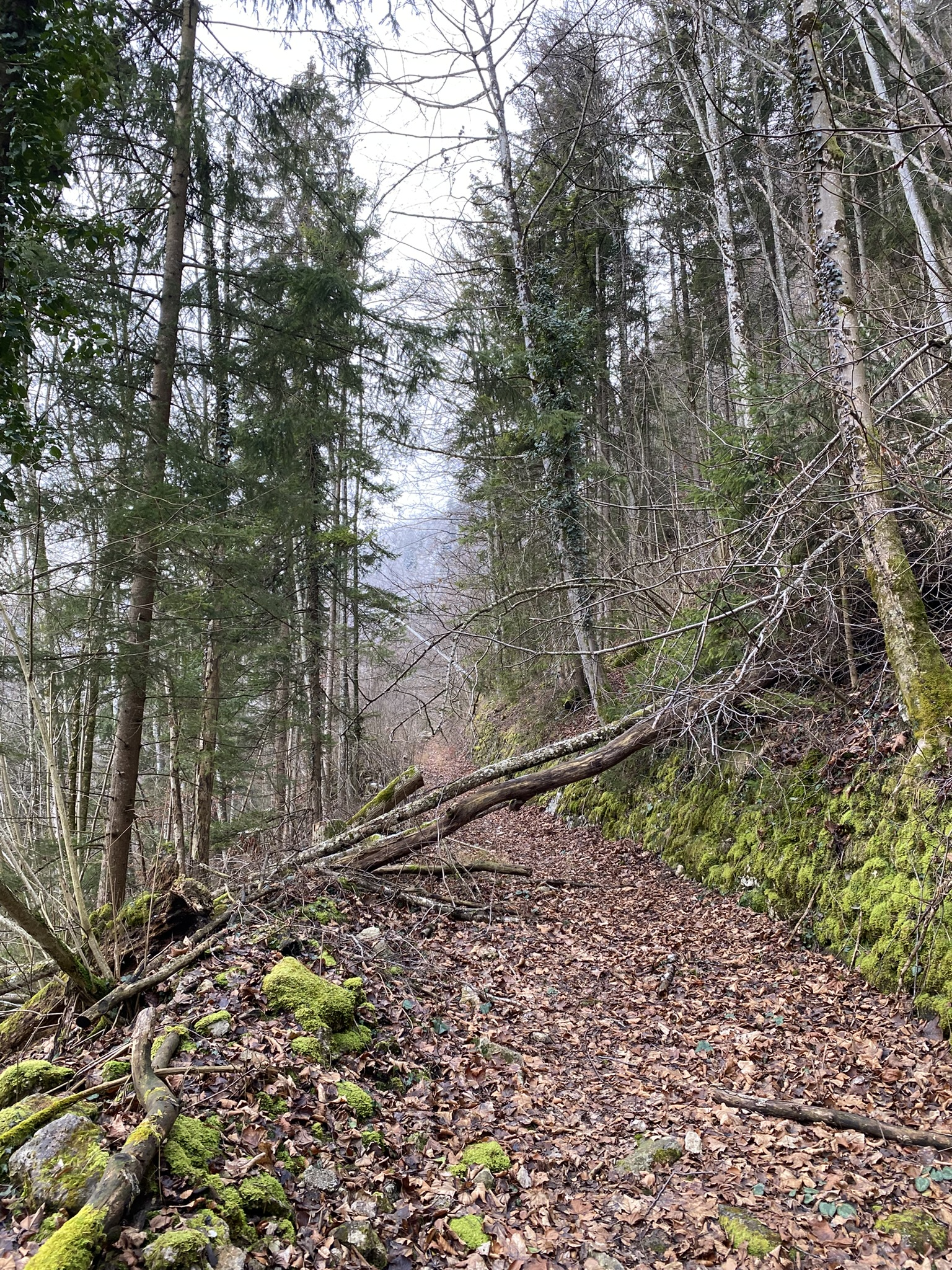
Ehemaliger Wanderweg zur Haltestation Scharfling mit entsprechender Stützmauer
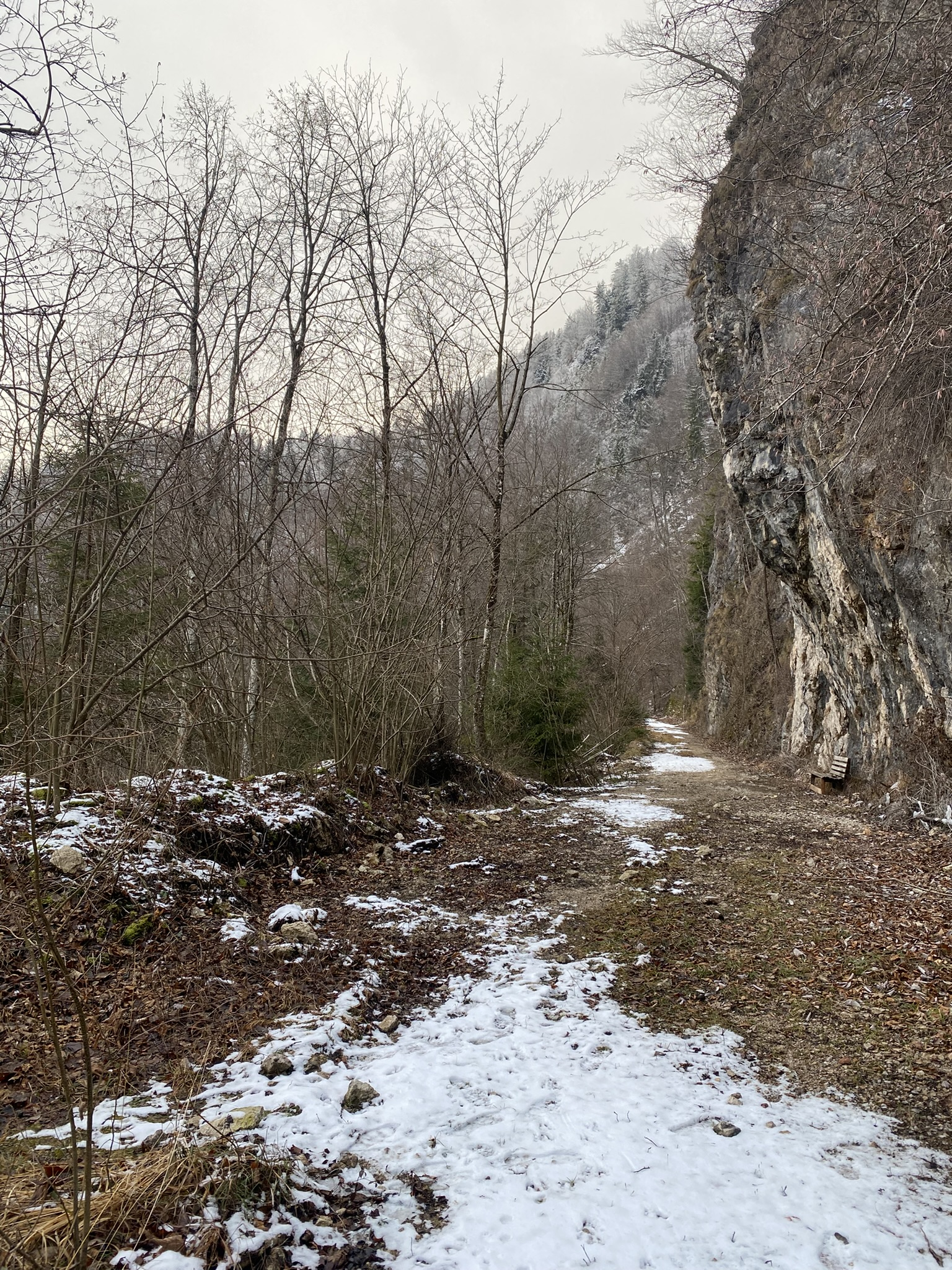
Plateau und Bahntrasse der ehemaligen Haltestation Scharfling hinter dem südlichen Tunnelportal

## Technische Beschreibung des Tunnel-Regelprofils
Die Geometrie des Salzkammergut-Lokalbahn-Tunnelprofils basiert auf drei Kreissegmenten mit unterschiedlichen Radien, die an ihren Schnittpunkten fließend ineinander übergehen. Dadurch entsteht eine harmonische Kontur, die statischen und dynamischen Belastungen gleichermaßen standhält. Das Profil ist symmetrisch zur Mittellinie ausgeführt, was eine gleichmäßige Lastverteilung und hohe Stabilität gewährleistet.
Am Tunnelboden wurde eine spitz zulaufende Senke integriert, die als Bettung für die Gleise und den Gleisschotter dient. Diese Vertiefung verbessert nicht nur die Stabilität des Gleisaufbaus, sondern erleichtert auch die Drainage, indem sie das Eindringen und Ableiten von Wasser optimiert, da die Tunnelwände nicht wasserdicht ausgebaut wurden.
Die Tunnelwände bestehen aus exakt aufeinander abgestimmten Natursteinblöcken, die nach dem Prinzip des selbsttragenden Gewölbes verbaut wurden. Diese Bauweise nutzt die einwirkenden Kräfte gezielt zur Selbstverstärkung: Unter Belastung verdichtet sich die Struktur, wodurch sich die Stabilität des gesamten Tunnels erhöht – ein bewährtes Konstruktionsprinzip historischer Ingenieurbauwerke.
Um den Zentrifugalkräften in Kurvenfahrten entgegenzuwirken und den Fahrkomfort zu verbessern, wurde in Kurvenpassagen eine Überhöhung von bis zu 42 mm vorgesehen. Dabei liegt eine Schiene höher als die andere, wodurch sich die auf das Fahrzeug wirkenden Kräfte besser ausgleichen und der Verschleiß der Schienen reduziert wird.
Im technischen Bericht der Salzkammergut-Lokalbahn aus dem Jahr 1890 werden vier Gebirgstypen definiert, denen jeweils ein spezifischer Tunnel-Regelquerschnitt zugeordnet ist.
Typ I wird in festen, nicht verwitternden Gesteinen ohne jeglichen Ausbau ausgeführt.
Typ II sieht eine Ausmauerung der Kämpfer- und Firstbereiche vor, die am Kalottenfuß ansetzt. Diese Bauweise wird empfohlen, wenn die Schichtungen in der oberen Leibung Loslösungen befürchten lassen.
Typ III umfasst eine durchgehende, 0,55 Meter starke Ausmauerung bis zur Sohle. Dieser Querschnitt wird in Gesteinen angewendet, die beim Ausbruch keine Zimmerung erfordern, bei denen jedoch mit Verwitterung oder Ablösungen im Laufe der Zeit zu rechnen ist.

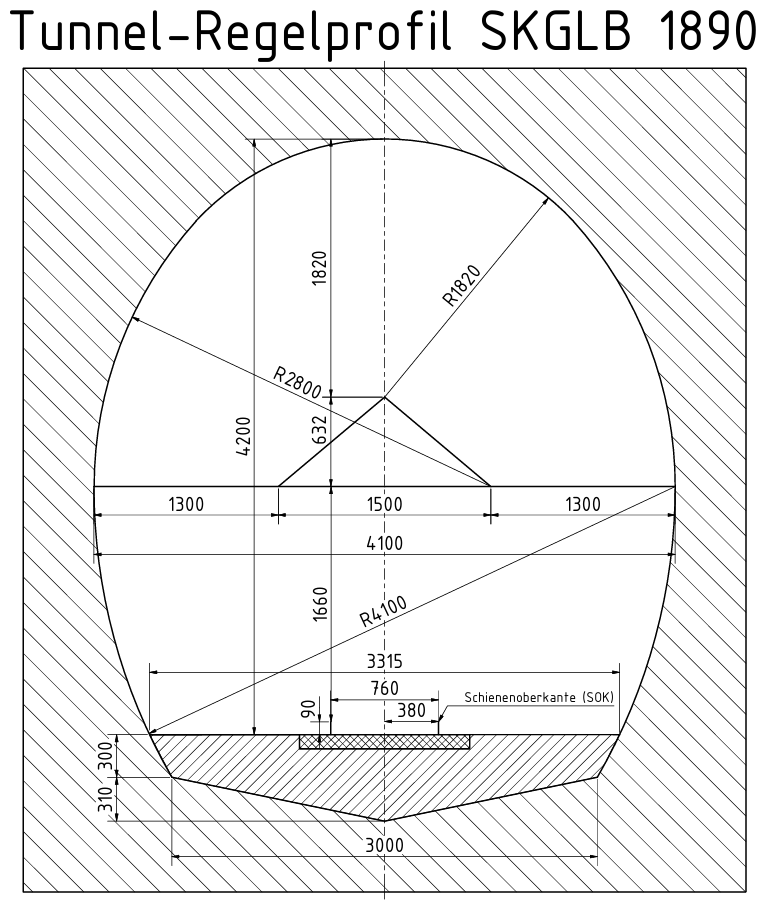
Tunnel-Regelprofil Typ I
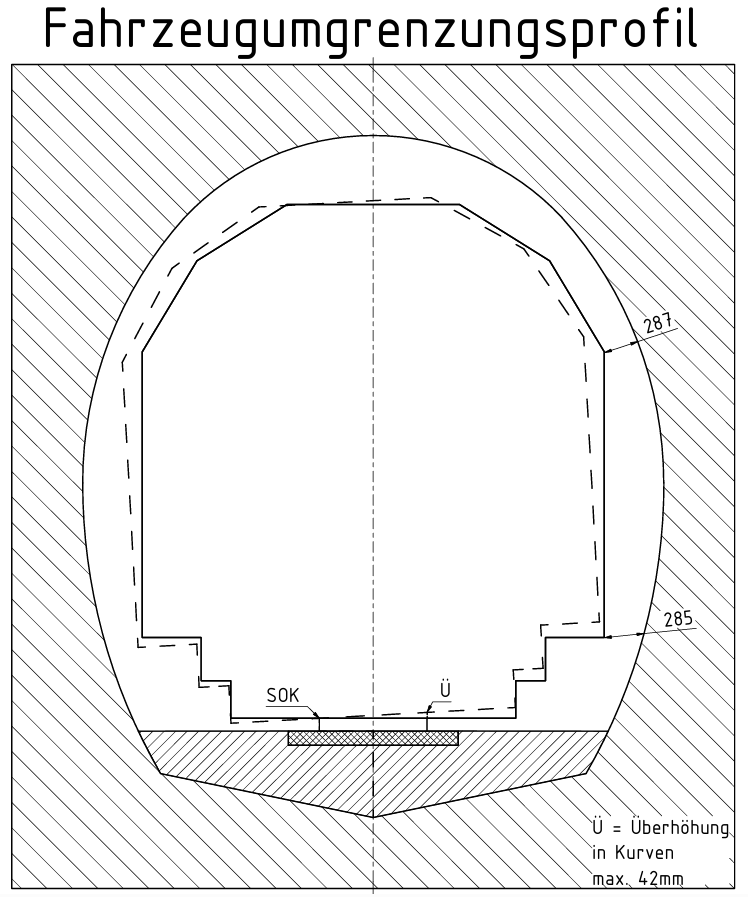
Fahrzeugumgrenzungsprofil Typ I
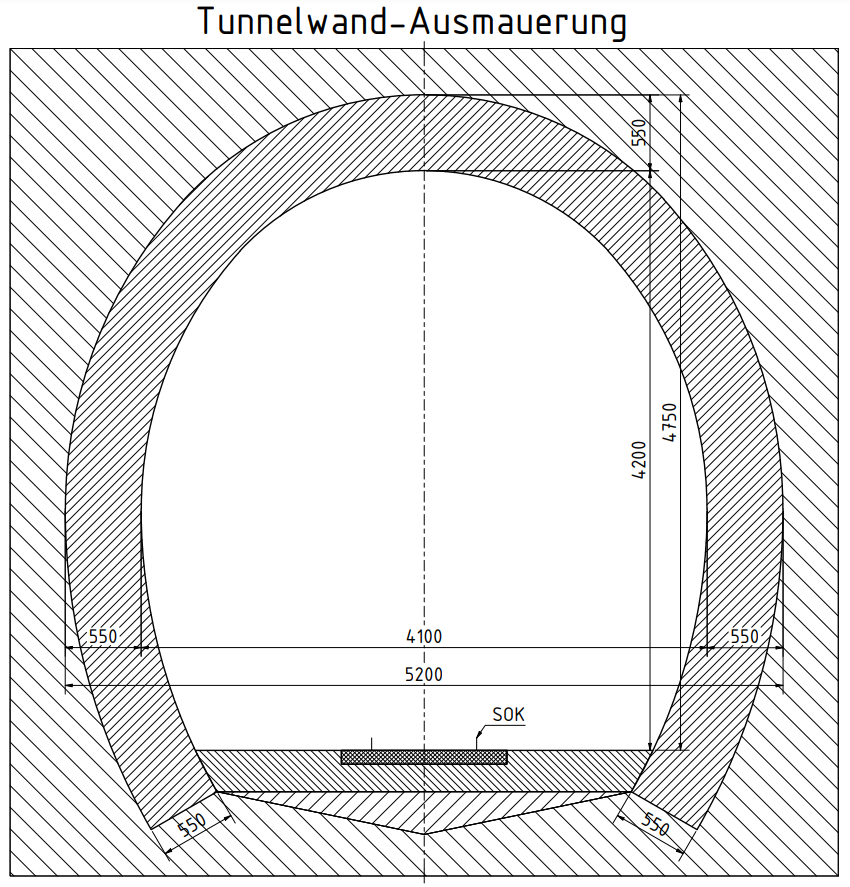
Tunnelwand Ausmauerung Typ III